# Marta Nordenberg
Marta Maria Nordenberg, född 1782, död 1846, var en svensk konstnär (tecknare och kopist).
Nordenberg deltog i Konstakademiens utställning åren 1803, 1806, 1808 och 1810. Hon gjorde bland annat ett verk i tusch på siden. Hon ska sedan ha varit anställd som kopist vid kungliga Nationalmuseum.